# Signe Stade
Signe Rolfsdotter Stade, född 11 april 1944 i Stockholm, död 25 augusti 2023 i Södertälje, var en svensk skådespelare.
Signe Stade är gravsatt i minneslunden på Norra begravningsplatsen utanför Stockholm.

## Filmografi
- 1963 – Sten Stensson kommer tillbaka
- 1964 – Är du inte riktigt klok?
- 1966 – Ormen
- 1966 – Oj oj oj eller Sången om den eldröda hummern
- 1966 – Här har du ditt liv
- 1967 – Ola & Julia
- 1969 – Mej och dej